# 한상용
한상용(1980년 6월 29일 ~ )은 대한민국의 리그 오브 레전드 프로게임단 감독이다.

## 지도자 경력
2002년부터 2003년까지 킥복싱 체육관 사범으로 활동했다.

### 스타크래프트 지도자
2005년 10월, 화승 OZ의 코치로 부임했다. 2010년 9월, 팀의 감독으로 승격되었다. 
2011년, 제8게임단의 코치로 부임했다. 이후 제8게임단이 진에어로 인수되면서 진에어의 감독으로 부임했다.

### 리그 오브 레전드 감독
2013년 7월 10일, 진에어 그린윙스의 감독으로 임명되었다. 2013년 12월부터 진에어의 리그 오브 레전드 전담 감독으로 부임했다. 이후 진에어의 감독을 맡았으며 2019년 10월, 감독직에서 물러났다.
2020시즌을 앞두고 그리핀의 감독으로 부임했다. 하지만 스프링 시즌 팀은 CK로 강등당했으며 한상용은 2020년 5월, 감독직에서 물러났다.

## 수상 내역

#### 개인 수상
- 2000년 한국 킥복싱 페더급 랭킹 1위
- 2004년 제1회 삼성 센스배 kbc 게임대회 4위
- 2005년 제1회 아마추어 초청전 kbc 게임대회 3위

#### 코치·감독
- 2006년 12월 23일 SKY 프로리그 2006 후기리그 3위
- 2007년 3월 제2회 KeSPA컵 스타크래프트부문 공동 3위
- 2007년 7월 29일 신한은행 프로리그 2007 전기리그 준우승
- 2008년 1월 27일 신한은행 프로리그 2007 후기리그 우승
- 2008년 2월 16일 신한은행 프로리그 2007 통합 챔피언전 우승
- 2008년 3월 19일 2007 대한민국 e-SPORTS 대상 올해의 프로게임단
- 2009년 3월 28일 신한은행 위너스리그 08-09 준우승
- 2009년 8월 8일 신한은행 프로리그 08-09 준우승
- 2009년 8월 23일 경남-STX컵 마스터즈 2009 4위
- 2011년 8월 26일 경남-STX컵 마스터즈 2011 준우승
- 2012년 9월 2일 SK플래닛 스타크래프트Ⅱ 프로리그 시즌2 3위
- 2015년 8월 18일 리그 오브 레전드 챌린저스 코리아 서머 2015 리그 2 우승